# Mojtín
Mojtín (em húngaro: Hegyesmajtény) é um município da Eslováquia, situado no distrito de Púchov, na região de Trenčín. Tem 10,84 km² de área e sua população em 2018 foi estimada em 423 habitantes.

## Demografia
| Ano:        | 1994 | 2004   | 2014    | 2024   |
| ----------- | ---- | ------ | ------- | ------ |
| Broj ljudi: | 623  | 578    | 461     | 426    |
| Razlika:    |      | -7,22% | -20,24% | -7,59% |

| Ano:               | 2023 | 2024   |
| ------------------ | ---- | ------ |
| Número de pessoas: | 423  | 426    |
| Diferença:         |      | +0,70% |